# Улица Суворова (Севастополь)
Улица Суворова — одна из центральных улиц Севастополя в Ленинском районе, между улицей Воронина и Большой Морской.
В конце XIX века называлась Соборной улицей, 3 января 1921 г. её переименовали в Пролетарскую, а к 150-летию со дня смерти генералиссимуса Александра Васильевича Суворова, 18 мая 1950 г., назвали его именем. Мемориальное обозначение улицы установлено на доме № 39.
На улице Суворова и рядом с ней находятся самые старые дома Центрального холма, да и вообще Севастополя. Улица Суворова выходит на площадь Ленина, которая расположена в самой верхней части Центрального холма.

бюст Суворова

На улице Суворова сохранились множество памятников архитектуры, включённых в список исторически ценных градоформирующих объектов Севастополя::
- Владимирский собор (ул. Суворова, 3),
- Ансамбль сквера на площади Суворова
- Памятник А. В. Суворову
- Жилой дом, 40-х годов XIX века — Дом Волохова, (ул. Суворова, 19).
- Жилой дом, 1912 год — «Дом Рихтера», (ул. Суворова 28)
- Административное здание, 40-е годы XIX века, (ул. Суворова 27) и др.

## Галерея

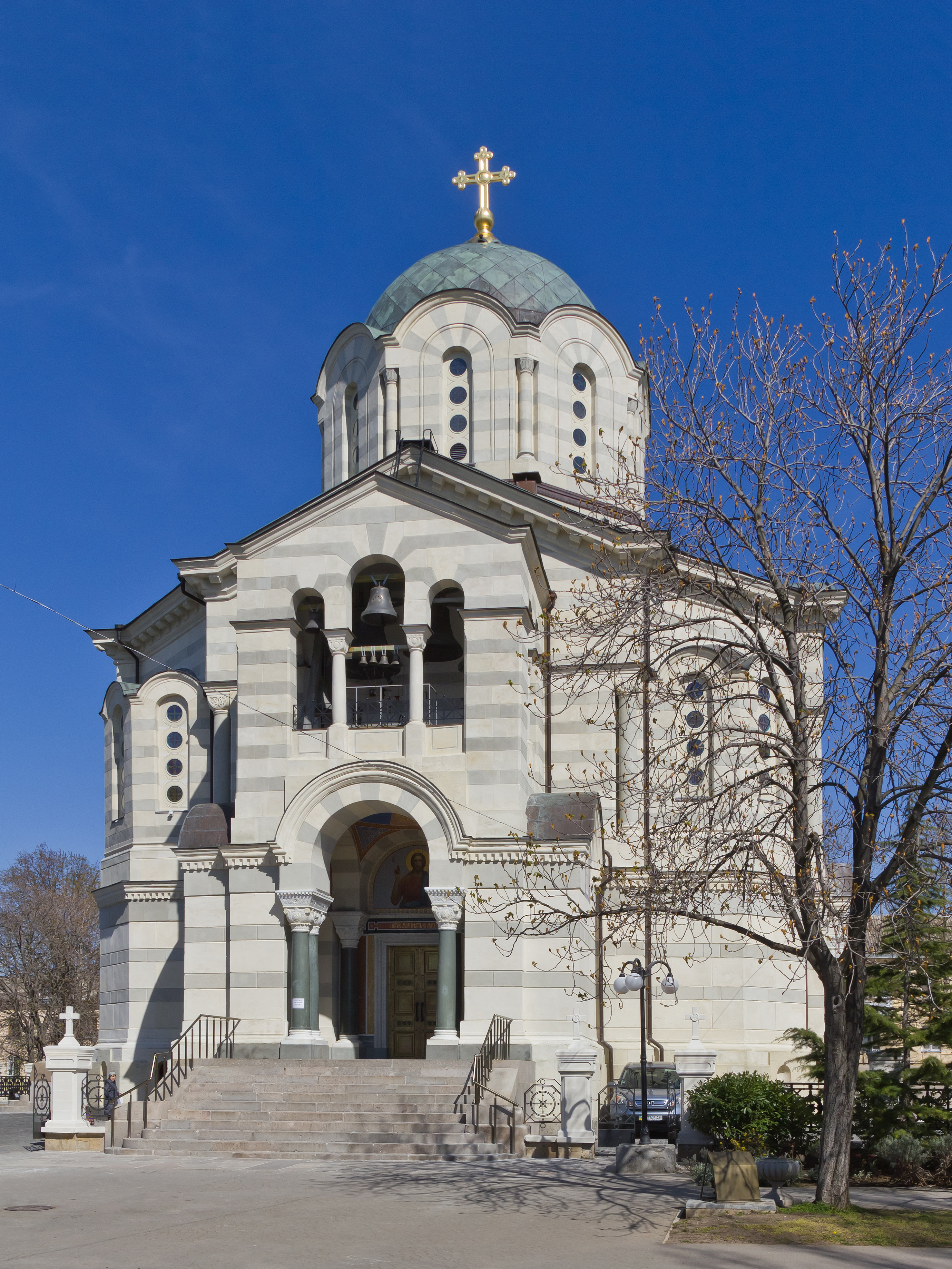
Владимирский собор (ул.Суворова, 3)
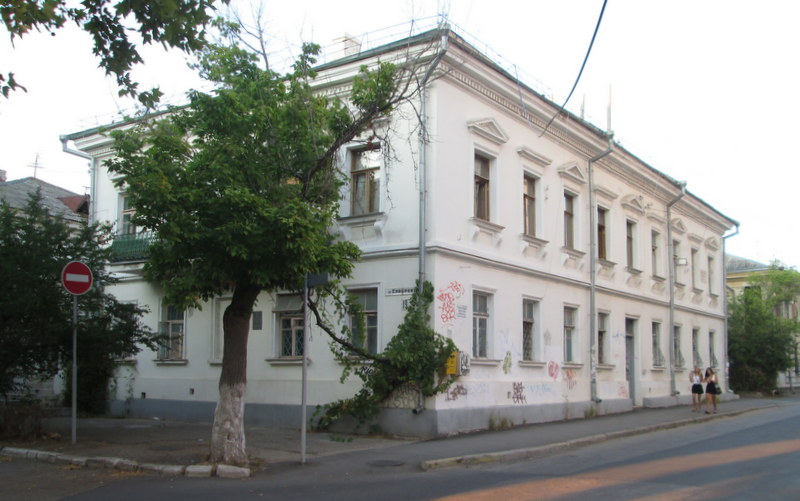
Дом Волохова, (ул.Суворова, 19)
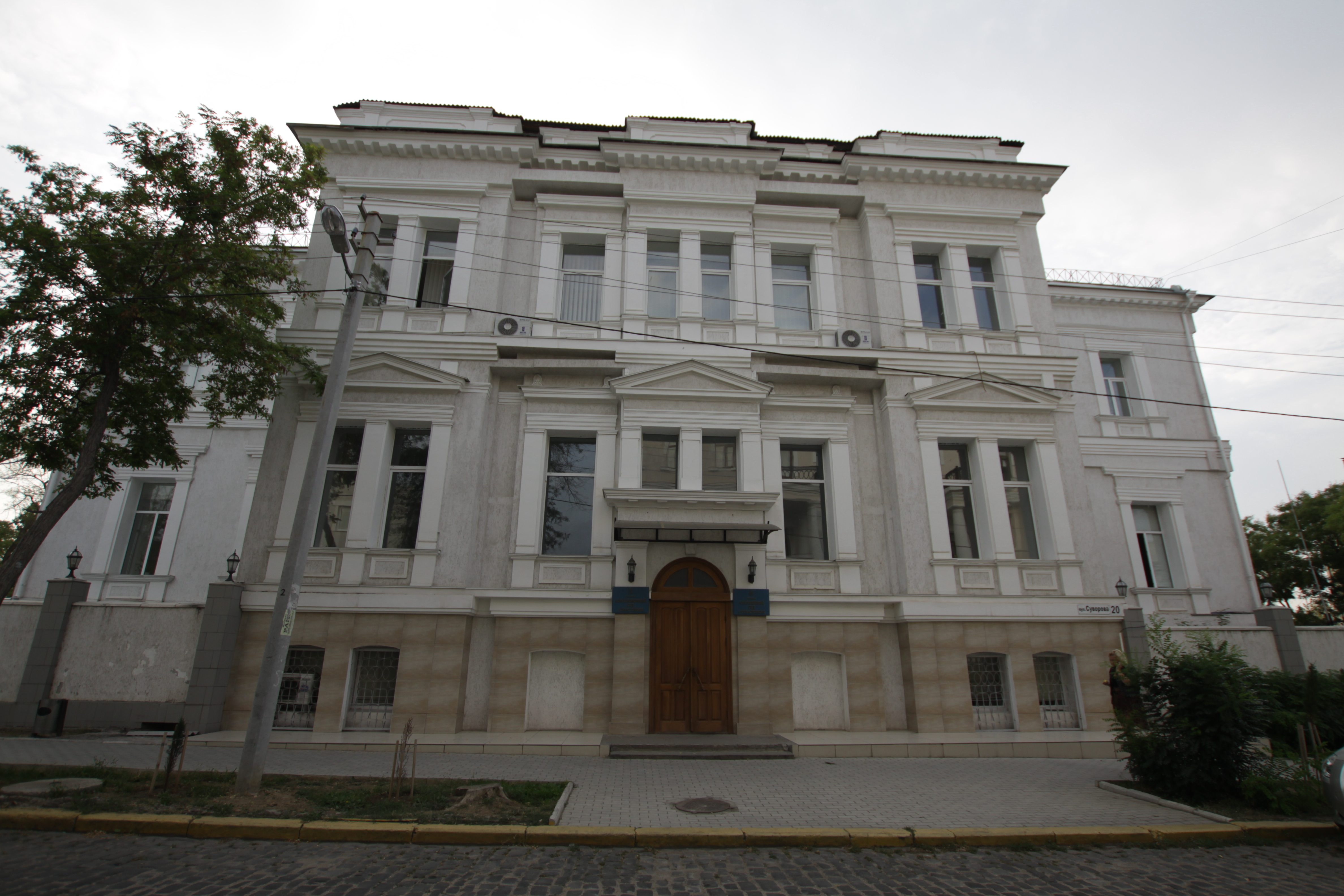
Здание Севастопольского городского суда (ул.Суворова, 20)
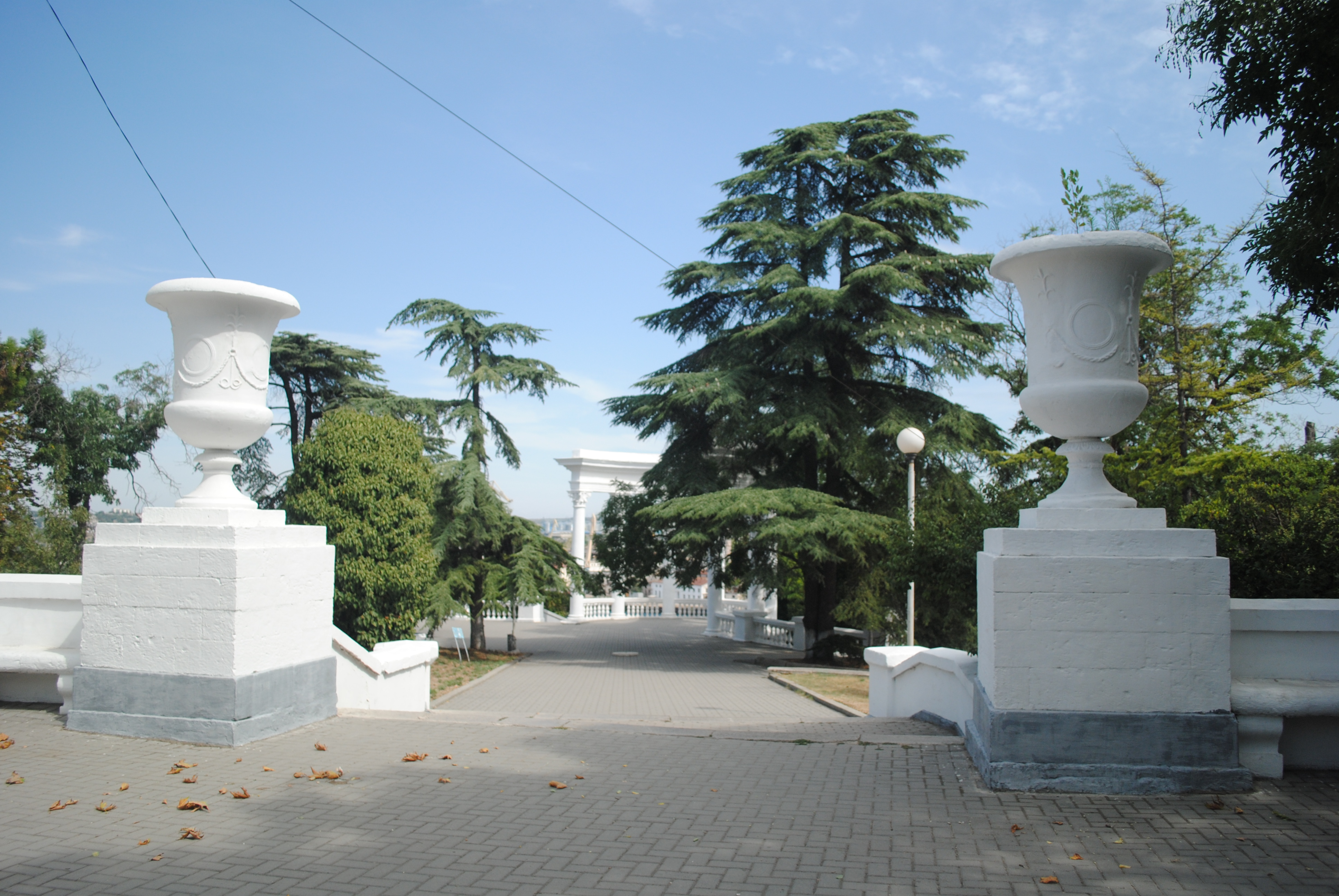
Ансамбль сквера на площади Суворова